# Plana Baixa
Plana Baixa (Tiếng Tây Ban Nha: Plana Baja) là một ’’comarca’’ trong tỉnh Castellón, Cộng đồng Valencian, Tây Ban Nha.

## Các đô thị bên trong
- Aín
- Alcudia de Veo
- Alfondeguilla
- Almenara
- Alquerías del Niño Perdido
- Artana
- Betxí
- Burriana
- Chilches/Xilxes
- Eslida
- La Llosa
- Moncofa
- Nules
- Onda
- Ribesalbes
- Suera/Sueras
- Tales
- La Vall d'Uixó
- Villarreal/Vila-real
- La Vilavella